# 春に迷い込んで
「春に迷い込んで」（はるにまよいこんで）は、SHISHAMOの8作目の配信限定シングルで通算18作目のシングル。2022年3月16日にGOOD CREATORS RECORDS / UNIVERSAL SIGMAからリリースされた。

## 楽曲解説
- 前作「狙うは君のど真ん中」から約1ヶ月ぶりのシングル。
- 冬から春へ季節が移り変わっても、未練を抱えたまま立ち止まって動けずにいる主人公の気持ちを歌ったミディアムバラード[1]。「第3ボタン」（『卒業制作』に収録）、「さよならの季節」（『SHISHAMO 2』に収録）、8thシングル「水色の日々」以来の春ソングとなった[2]。
- 2022年3月7日、FM802『ROCK KIDS 802』でラジオ初オンエアされた[3]。
- 3月15日、ティザー映像が公開された[4]。リリース日の3月16日には、ミュージック・ビデオがYouTubeでプレミア公開された。宮崎の希望でオファーされた南琴奈が出演している。監督はSHISHAMOと初タッグとなるミラーレイチェル智恵が務めた[5]。
- 4月3日、フジテレビ系『Love music』に出演し、演奏が披露された[6]。

## 収録アルバム
- 『SHISHAMO 8』